# Olderdalen
Olderdalen (en sami septentrional: Dálošvággi; en kven: Junttaniemi) es el centro administrativo del municipio de Kåfjord en la provincia de Troms, Noruega. Olderdalen se localiza en el valle homónimo del Kåfjorden con vista a los alpes de Lyngen. Tiene una conexión mediante transbordador hacia Lyngseidet, el centro administrativo de Lyngen. La ruta europea E6 pasa a través del pueblo.
Olderdalen está a 16,7 km al noroeste de Birtavarre y a 70 km al este de Tromsø. Tiene una superficie de 0,46 km². Es sede de la iglesia de Kåfjord.

## Economía
Las principales actividades económicas son agrícolas, ganaderas y pesca. La cría de ovejas y producción de lácteos son algunos ejemplos.

## Historia
Durante la Segunda Guerra Mundial, todos los edificios de las cercanías fueron destruidos por las tropas alemanas, para evitar que los soviéticos obtuvieran provisiones.